# Glicazione
La glicazione (detta anche glicosilazione non enzimatica) è il prodotto della reazione tra uno zucchero, come il fruttosio o il glucosio, e una proteina (la cui unione produce le AGEs, Advanced glycation end-product) o un lipide (che produce gli ALEs) senza l'azione catalitica di un enzima. La glicazione è un processo casuale (al contrario della glicosilazione che avviene in siti specifici tramite azione enzimatica) che pregiudica il funzionamento di biomolecole, mentre la glicosilazione avviene in siti definiti sulla molecola bersaglio ed è generalmente necessaria per consentire alla molecola di svolgere la sua funzione biologica.
L'emoglobina glicata è un tipico prodotto di glicazione.
Più precisamente: queste molecole chiamate AGEs (advanced glycation end products) sono prodotte non enzimaticamente quando le proteine si trovano in un ambiente ad alta concentrazione di zuccheri. Dapprima si forma una base di Schiff ed in seguito un composto di Amadori, tali composti sono molto reattivi e vanno incontro a numerosi riarrangiamenti (non enzimatici) formando dei crosslink proteina/zucchero molto eterogenei tra loro ed irreversibili.
La glicazione di alcuni residui amminoacidici ne neutralizza la carica, compromettendo l'intera struttura proteica. 
L'origine degli AGEs è sia di natura endogena sia esogena, tali composti vengono assorbiti dalla dieta e sono incentivati da abitudini voluttuarie (es. il fumo).